# Samia advena
Samia advena är en fjärilsart som beskrevs av Alpheus Spring Packard 1914. Samia advena ingår i släktet Samia och familjen påfågelsspinnare. Inga underarter finns listade.